# Grössbyn
Grössbyn is een plaats in de gemeente Stenungsund in het landschap Bohuslän en de provincie Västra Götalands län in Zweden. De plaats heeft 97 inwoners (2005) en een oppervlakte van 31 hectare.